# Obiectivul de Dezvoltare Durabilă 8 al Uniunii Europene
ODD 8 - Muncă decentă și creștere economică recunoaște importanța creșterii economice susținute și a nivelurilor ridicate de productivitate economică pentru crearea de locuri de muncă de calitate bine plătite și solicită crearea de oportunități de ocupare deplină și de muncă decentă pentru toți.
Creșterea economică durabilă și munca decentă sunt vitale pentru dezvoltarea și prosperitatea țărilor europene și pentru bunăstarea și împlinirea personală a indivizilor. Monitorizarea ODD 8 în contextul UE implică analizarea tendințelor în domeniile creșterii economice durabile, ocupării forței de muncă și muncii decente. UE a făcut progrese puternice în direcția ODD 8 pe parcursul perioadei de cinci ani evaluate. Economia UE a crescut, ceea ce, la rândul său, a condus la o îmbunătățire a situației generale a forței de muncă din UE. Prin urmare, UE este pe cale să-și atingă obiectivele pentru 2030 privind rata generală de ocupare a forței de muncă și ponderea tinerilor care nu au un loc de muncă și nici nu urmează cursuri de educație sau formare. În plus, condițiile de muncă s-au îmbunătățit, înregistrându-se mai puține accidente de muncă mortale și mai puține persoane afectate de sărăcia în muncă.

## Indicatori care măsoară progresul către ODD8, UE
| Indicator                                                                  | Perioadă           | Rata anuală de creștere | Tendință           | Observații         |
| Creștere economică                                                         | Creștere economică | Creștere economică      | Creștere economică | Creștere economică |
| -------------------------------------------------------------------------- | ------------------ | ----------------------- | ------------------ | ------------------ |
| PIB real                                                                   | 2007–2022          | 0,8%                    | ▲                  | ODD 8              |
| PIB real                                                                   | 2017–2022          | 1,2%                    | ▲                  | ODD 8              |
| Ponderea investițiilor în PIB                                              | 2007–2022          | –0,2%                   | ▼                  | ODD 8              |
| Ponderea investițiilor în PIB                                              | 2017–2022          | 1,9%                    | ▲                  | ODD 8              |
| Amprenta materială [*]                                                     | 2005–2020          | –1,6%                   | ▲                  | ODD 12             |
| Amprenta materială [*]                                                     | 2015–2020          | –0,4%                   | ▲                  | ODD 12             |
| Ocuparea forței de muncă                                                   |                    |                         |                    |                    |

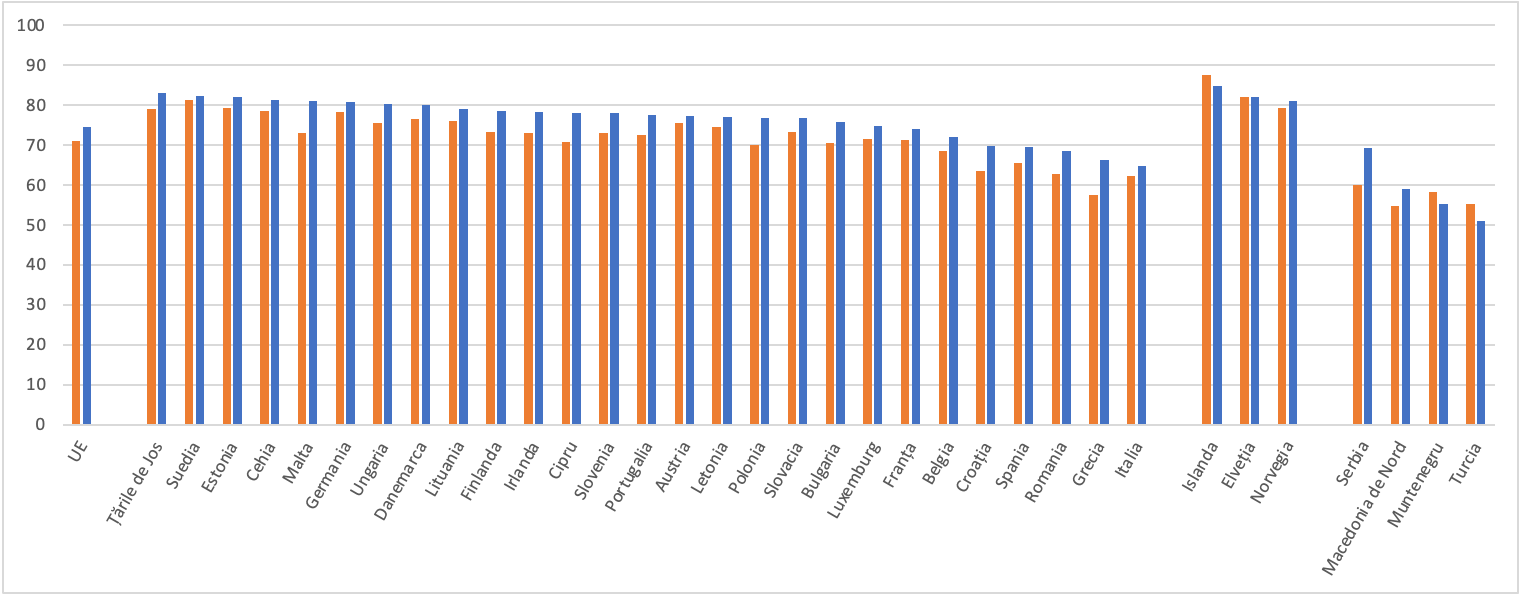
2017
2022
Sursa: Eurostat (online data code: sdg_08_30)

| Rata de ocupare a forței de muncă                                          | 2009–2022          | constatat: 0,8%         | ▲                  | ODD 8              |
| Rata de ocupare a forței de muncă                                          | 2009–2022          | necesar: 0,7%           | ▲                  | ODD 8              |
| Rata de ocupare a forței de muncă                                          | 2017–2022          | constatat: 1,0%         | ▲                  | ODD 8              |
| Rata de ocupare a forței de muncă                                          | 2017–2022          | necesar: 0,7%           | ▲                  | ODD 8              |
| Rata șomajului pe termen lung                                              | 2009–2022          | –1,9%                   | ▲                  | ODD 8              |
| Rata șomajului pe termen lung                                              | 2017–2022          | –8,3%                   | ▲                  | ODD 8              |
| Tineri care nu lucrează și nici nu urmează cursuri de educație sau formare | 2009–2022          | constatat: -1,8%        | ▲                  | ODD 8              |
| Tineri care nu lucrează și nici nu urmează cursuri de educație sau formare | 2009–2022          | necesar: -2,3%          | ▲                  | ODD 8              |
| Tineri care nu lucrează și nici nu urmează cursuri de educație sau formare | 2017–2022          | constatat: –3,5%        | ▲                  | ODD 8              |
| Tineri care nu lucrează și nici nu urmează cursuri de educație sau formare | 2017–2022          | necesar: –3,3%          | ▲                  | ODD 8              |
| Populație inactivă din cauza responsabilităților casnice[*]                | 2007–2022          | –2,7%[1]                | ▲                  | ODD 5              |
| Populație inactivă din cauza responsabilităților casnice[*]                | 2017–2022          | –4,4%[1]                | ▲                  | ODD 5              |
| Muncă decentă                                                              |                    |                         |                    |                    |
| Accidente mortale la locul de muncă                                        | 2010–2020          | –2,6%                   | ▲                  | ODD 8              |
| Accidente mortale la locul de muncă                                        | 2015–2020          | –2,5%                   | ▲                  | ODD 8              |
| Rata de risc de sărăcie a angajaților[*]                                   | 2010–2021          | 0,4%                    | ▼                  | ODD 1              |
| Rata de risc de sărăcie a angajaților[*]                                   | 2016–2021          | –1,9%                   | ▲                  | ODD 1              |

Note:

Pentru indicatorii fără țintă sunt prezentate ratele de creștere constatate pe perioadele specificate. Pentru indicatorii cu o țintă UE cuantificată (), sunt prezentate atât ratele de creștere constatate, cât și ratele de creștere care ar fi fost necesare în perioadele specificate pentru îndeplinirea obiectivului

[*] indicator multifuncțional

[1] tendința se referă la evoluția decalajului de gen

## Prezentare generală

### Creștere economică durabilă
Creșterea economică este un motor important al prosperității și bunăstării societății, dar poate dăuna mediului de care depinde. Pentru a asigura bunăstarea generațiilor viitoare, UE a adoptat o nouă strategie de dezvoltare, Pactul verde european, care vizează transformarea Uniunii într-o economie modernă, eficientă din punct de vedere al resurselor, echitabilă și competitivă. Indicatorii selectați pentru monitorizarea acestui obiectiv arată că, pe parcursul perioadei de cinci ani evaluate, europenii s-au bucurat, în general, de o creștere economică continuă, în timp ce amprenta lor materială a scăzut – deși este probabil ca acesta din urmă să fie un efect temporar al pandemiei de COVID-19.
PIB-ul real per locuitor a crescut cu 3,3% în 2022
Standardele de trai ale cetățenilor depind de performanța economiei UE, care poate fi măsurată folosind mai mulți indicatori. Unul dintre aceștia este creșterea produsului intern brut (PIB). Deși PIB-ul nu este o măsură a bunăstării, el oferă o indicație a potențialului unei economii de a satisface nevoile oamenilor și a capacității acesteia de a crea locuri de muncă. Poate fi folosit și pentru monitorizarea dezvoltării economice.
PIB-ul real pe cap de locuitor (PIB ajustat cu rata inflației) în UE a înregistrat o creștere puternică și continuă de 2,0% pe an, în medie, între 2014 și 2019. În 2020, economia a fost lovită de pandemia de COVID-19, ceea ce a dus la o contracție de 5,7% a PIB-ului real comparativ cu 2019. Cu toate acestea, economia a revenit din recesiune în anii următori. În 2022, PIB-ul real per locuitor a crescut cu 3,3% față de anul precedent și a ajuns la 28.820 euro - un nivel record, în ciuda reverberațiilor economice ale războiului de agresiune al Rusiei împotriva Ucrainei. Această creștere a fost determinată în cea mai mare parte de o rafală de cheltuieli care a venit odată cu relaxarea măsurilor de izolare a COVID-19. În 2023 și 2024, se estimează că PIB-ul în UE va crește cu 0,8%, respectiv 1,6%.
Investițiile sunt un alt indicator al creșterii economice, deoarece sporesc capacitatea productivă a unei economii. În 2022, ponderea totală a investițiilor din PIB în UE a atins 23,2%, cel mai înalt nivel înregistrat din 2008. Companiile au fost cei mai mari investitori în 2022, cu o pondere a investițiilor în PIB de 14,0%, urmate de gospodării cu 6,0% și guverne cu 3,2%. Cota de investiții a gospodăriilor a crescut lent din 2016, dar rămâne sub nivelul de dinainte de criza financiară din 2008. Acest lucru se datorează cel mai probabil pentru că investițiile gospodăriilor constau în principal din achiziționarea de locuințe. Investițiile guvernamentale au urmat un model contraciclic, crescând atât în timpul crizei financiare din 2008, cât și în timpul crizei COVID-19 din 2020.
Amprenta materială a UE a scăzut în 2020 ca urmare a pandemiei
Creșterea economică ajută la satisfacerea nevoilor materiale ale oamenilor, care, la rândul lor, pot pune presiune asupra mediului. Prin urmare, UE își propune să reducă această presiune prin reducerea amprentei materiale a Uniunii. Amprenta materială a UE, denumită și „consum de materii prime” (CMP), arată cantitatea de material extras din natură, atât în interiorul, cât și în afara UE, pentru a produce sau furniza bunurile și serviciile consumate de locuitorii UE. Cu alte cuvinte, se referă la resursele necesare pentru a susține activitățile economice și sociale ale UE.
Amprenta materială a UE a crescut între 2000 și 2007, înainte de a fi oprită de criza economică din 2008. Pe măsură ce economia UE și-a revenit, consumul a început să crească din nou, crescând cu 4,3% între 2014 și 2019. În 2020, locuitorii UE a consumat 6,11 miliarde de tone de materii prime, ceea ce a fost cu 5,6% mai puțin decât anul precedent și cea mai scăzută valoare observată din 2000. Această scădere este probabil influențată de încetinirea economică din cauza pandemiei de COVID-19. În ciuda unei scăderi generale a CMP din 2000, amprenta materială totală a UE este peste media globală și depășește nivelurile durabile de extracție a resurselor. Aceasta înseamnă, dacă toate țările din lume ar consuma resurse în același ritm cu UE, capacitatea Pământului de a furniza resurse ar fi depășită. În afara reducerii temporare din 2020, CMP a crescut în ultimii ani, ceea ce înseamnă că UE nu este pe cale să-și reducă semnificativ amprenta materială, așa cum prevede Pactul verde european și de cel de-al 8-lea program de acțiune pentru mediu.
Ocuparea forței de muncă
Asigurarea unui loc de muncă decent pentru toți, inclusiv femei, persoane cu dizabilități, tineri, persoane în vârstă, cele cu origini de migranți și alte grupuri dezavantajate, este o piatră de temelie a dezvoltării socio-economice. În afară de generarea resurselor necesare pentru standarde de viață decente și atingerea obiectivelor de viață, munca oferă oportunități de implicare semnificativă în societate, care, la rândul său, promovează un sentiment de valoare de sine, scop și incluziune socială. Ratele mai ridicate de ocupare a forței de muncă sunt o condiție cheie pentru a face societățile mai incluzive prin reducerea sărăciei și a inegalității în și între regiuni și grupuri sociale. Planul de acțiune pentru Pilonul European al Drepturilor Sociale stabilește drept țintă ca cel puțin 78% din populația cu vârste cuprinse între 20 și 64 de ani să aibă un loc de muncă până în 2030. De asemenea, prevede ambiția complementară de a reduce cel puțin la jumătate (până la 9%) decalajul de gen în muncă și de a reduce rata tinerilor cu vârste cuprinse între 15 și 29 de ani care nu au un loc de muncă, nici nu urmează cursuri de educație sau formare.
Rata de ocupare a forței de muncă în UE a atins un maxim istoric în 2022
Înainte de pandemia de COVID-19, rata de ocupare a forței de muncă din UE a prezentat o tendință ascendentă, ajungând la 72,7% în 2019. În 2020, rata a scăzut cu un punct procentual ca urmare a impactului socio-economic al pandemiei, dar a început să crească din nou. În ciuda mediului incert și dificil cauzat de războiul de agresiune al Rusiei împotriva Ucrainei, rata ocupării forței de muncă în UE a atins un nivel record de 74,6% în 2022. Cu toate acestea, încetinirea activității economice este de așteptat să stopeze ritmul creșterii ocupării forței de muncă în 2023 și 2024. Cu toate acestea, în condițiile în care creșterea ratei de ocupare a forței de muncă observată după 2017 va continua, UE va avea șansa de a-și atinge obiectivul de 78% până în 2030.
O analiză în funcție de gradul de urbanizare relevă că ratele de ocupare în municipii, orașe și suburbii și zonele rurale au fost afectate de criza COVID-19, fiecare scăzând cu 0,8-1,0 puncte procentuale din 2019 până în 2020. Până în 2022, ratele de ocupare și-au revenit, ajungând la 74,9% în municipii, 74,2% în orașe și suburbii și 74,8% în mediul rural. Decalajul de ocupare a forței de muncă dintre municipii și zonele rurale s-a redus astfel la 0,1 puncte procentuale în 2022, după ce ajunsese la 0,3-0,5 puncte procentuale între 2017 și 2021.
Șomajul și șomajul de lungă durată au atins minime istorice în 2022
Situația șomajului în UE s-a îmbunătățit constant din 2014, dacă se ignopră scăderea temporară legată de COVID-19 din 2020. Între 2014 și 2022, rata șomajului în UE pentru grupa de vârstă 15-74 de ani a scăzut cu 4,8 puncte procentuale, afectând 6,2% din forța de muncă în 2022, cea mai mică valoare înregistrată după 2009. În ultimii ani, locuitorii municipiilor au fost mai afectați de șomaj decât cei care trăiesc în zonele rurale. În 2022, rata șomajului în municipii era de 6,8% față de 5,3% în zonele rurale.
Șomajul de lungă durată urmează de obicei tendințele șomajului, dar cu întârziere, ceea ce înseamnă că efectele pandemiei de COVID-19 sunt vizibile abia în datele din 2021. A fi șomer timp de un an sau mai mult poate avea implicații negative de lungă durată pentru indivizi și societate, prin reducerea perspectivelor de angajare, contribuția la deprecierea capitalului uman, periclitarea coeziunii sociale și creșterea riscului de sărăcie și excluziune socială. Dincolo de standardele materiale de trai, poate duce, de asemenea, la o deteriorare a competențelor individuale și a stării de sănătate, împiedicând astfel angajabilitatea, productivitatea și câștigurile viitoare.
Ca urmare a pandemiei de COVID-19, șomajul de lungă durată în UE a crescut cu 0,3 puncte procentuale din 2020 până în 2021, afectând 2,8% din forța de muncă în 2021. Cu toate acestea, în 2022 rata a revenit pe o traiectorie descrescătoare și a atins cea mai scăzută valoare înregistrată, de 2,4%. Proporția șomajului pe termen lung din șomajul total a scăzut între 2015 și 2020, înainte ca această tendință să fie oprită din cauza efectelor pandemiei. În 2022, ponderea șomajului de lungă durată în șomajul total a fost de 38,5%, cu 4,6 puncte procentuale peste nivelul observat în 2020.
Situația tinerilor pe piața muncii se îmbunătățește
Creșterea economică observată în ultimii ani a contribuit, de asemenea, la îmbunătățirea situației tinerilor pe piața muncii, rata de ocupare a tinerilor cu vârste între 20 și 24 de ani crescând constant între 2014 și 2019. Cu toate acestea, aceștia au fost mai puternic afectați de Criza COVID-19 decât grupele de vârstă mai înaintată. Acest lucru se datorează faptului că tinerii sunt mai susceptibili de a fi angajați cu contracte temporare și alte contracte atipice (cum ar fi contracte cu normă parțială, la cerere sau de zero ore). Cu toate acestea, până în 2022, rata de ocupare a tinerilor (20-24 de ani) și-a revenit și a ajuns la 53,3%. Deși acesta este cel mai înalt nivel înregistrat, este totuși mai scăzut decât pentru alte grupe de vârstă. Această rată generală scăzută de ocupare a persoanelor cu vârste cuprinse între 20 și 24 de ani poate fi explicată prin faptul că mulți oameni la această vârstă urmează studii și, prin urmare, nu fac parte din forța de muncă. În plus, șomajul în rândul tinerilor a fost semnificativ mai mare decât în cazul grupelor de vârstă mai înaintate. În ciuda unei scăderi puternice de 10,5 puncte procentuale a șomajului în rândul tinerilor din 2013, 12,9% dintre tinerii cu vârsta între 20 și 24 de ani erau șomeri în 2022.
Tinerii care nu sunt angajați în muncă și nici nu urmează cursuri de educație sau formare alcătuiesc unul dintre cele mai vulnerabile grupuri de pe piața muncii. Pe termen lung, aceștia pot să nu reușească să dobândească noi competențe și să sufere de erodarea competențelor deja dobândite, ceea ce ar putea duce la o creștere a riscului pe piața muncii și de excluziune socială. Pentru a îmbunătăți situația tinerilor pe piața muncii, UE a stabilit un obiectiv complementar de scădere a ratei de ocupare a tinerilor la 9% până în 2030.
Între 2013 și 2019, pentru tinerii cu vârsta între 15 și 29 de ani din UE, rata s-a îmbunătățit de la 16,4% la 12,8%. În ciuda unei creșteri temporare legată de COVID-19 în 2020, până în 2022 rata a scăzut la 11,7%, cea mai scăzută valoare înregistrată. Dacă această tendință pozitivă continuă, UE are șansa de a-și atinge obiectivul privind scăderea ratei la 9% până în 2030. După 2009, rata în zonele rurale și orașe și suburbii a fost mai mare decât în municipii și a ajuns la 12,2% în orașe și suburbii și la 12,6% în zonele rurale în 2022, comparativ cu o rată de 10,9% în municipii.
Participarea femeilor pe piața muncii este în creștere, dar decalajul de gen persistă
Rata de ocupare a forței de muncă a femeilor în UE a crescut din 2009. După o scădere cauzată de pandemia de COVID-19, aceasta a atins un nou maxim de 69,3% în 2022. Cu toate acestea, decalajul de gen al forței de muncă continuă să persiste, în ciuda reducerii cu 2,7 puncte procentuale din 2009. În 2022, s-a ridicat la 10,7 puncte procentuale, în ciuda faptului că femeile au devenit din ce în ce mai bine calificate și chiar au depășit bărbații în ceea ce privește nivelul educațional.
Opțiunile inflexibile de echilibru între viața profesională și cea privată și serviciile de îngrijire subdezvoltate – atât pentru îngrijirea copiilor, cât și pentru îngrijirea pe termen lung a unui membru al familiei – sunt impedimente majore pentru ca femeile să rămână sau să se întoarcă la locul de muncă. Responsabilitățile de îngrijire, care includ îngrijirea copiilor, îngrijirea adulților cu dizabilități și alte responsabilități familiale sau personale, sunt îndeplinite mai des de femei, contribuind la decalajul de angajare între femei și bărbați. În UE, 1,5% dintre femeile cu vârsta cuprinsă între 20 și 64 de ani se aflau în afara forței de muncă pentru că aveau grijă de copii sau de adulți incapabili, comparativ cu doar 0,3% dintre bărbați în 2022. Responsabilitățile de îngrijire sunt, de asemenea, principalul motiv pentru care femeile optează pentru un loc de muncă cu fracțiune de normă. Ca urmare, femeile erau suprareprezentate în locurile de muncă cu normă parțială, 27,8% dintre femeile angajate lucrând cu fracțiune de normă în 2022, comparativ cu 7,6% dintre bărbații angajați.
În mod interesant, ponderea femeilor care au indicat responsabilitățile de îngrijire drept principalul motiv pentru angajarea cu fracțiune de normă în 2022 a variat foarte mult în statele membre ale UE, de la 2,5% în Danemarca la 45,4% în Țările de Jos. În mod similar, ponderea femeilor care lucrează cu fracțiune de normă a variat semnificativ. În timp ce doar 1,7% dintre femeile din Bulgaria și 2,7% dintre cele din România au lucrat cu fracțiune de normă, acesta a fost cazul pentru 60,6% dintre femeile din Țările de Jos și 51,0% dintre femeile din Austria în 2022.
Oportunitățile de angajare sunt mai reduse pentru persoanele cu dizabilități
Persoanele cu dizabilități sunt cele care prezintă o dificultate de bază în activitate (în privința vederii, auzului, mersului sau comunicării) și/sau o limitare de lungă durată a muncii cauzată de o problemă de sănătate și/sau de o dificultate de activitate de bază. Dizabilitățile afectează viața oamenilor în multe domenii, inclusiv participarea pe piața muncii. În 2021, rata de ocupare a persoanelor cu dizabilități la nivelul UE a fost cu 23,1 puncte procentuale mai mică în comparație cu cea a persoanelor fără dizabilități. Pentru femeile cu dizabilități, acest decalaj a fost de 20,4 puncte procentuale, în timp ce pentru bărbații cu dizabilități a fost de 25,1 puncte procentuale. Gradul de dizabilitate este, de asemenea, un factor important care afectează rata de ocupare. La nivelul UE, rata de ocupare a persoanelor cu handicap grav a fost cu 42,8 puncte procentuale mai mică decât a persoanelor fără dizabilități, în timp ce pentru persoanele cu dizabilități moderate diferența a fost de 16,2 puncte procentuale în 2021.

### Muncă decentă
Pentru asigurarea unei dezvoltări economice durabile și a bunăstării unei societăți, este esențial ca dezvoltarea economică să genereze nu orice fel de locuri de muncă, ci locuri de muncă „decente”. Aceasta înseamnă că munca ar trebui să ofere un venit echitabil, securitate la locul de muncă, protecție socială pentru familii, perspective mai bune de dezvoltare personală și integrare socială, precum și egalitate de șanse.
În ultimii ani, munca în UE a devenit mai ferită de riscuri și mai sigură din punct de vedere economic
O condiție prealabilă pentru un loc de muncă decent este un mediu de lucru sigur și sănătos, fără accidente mortale și nefatale, în care riscurile de evenimente sau expuneri periculoase legate de muncă sunt minimizate. În ultimele decenii, UE și statele sale membre au depus eforturi considerabile pentru a asigura cel puțin standarde minime de sănătate și securitate la locul de muncă. După aproape un deceniu de scădere constantă, rata incidentelor mortale la locul de muncă a crescut ușor în 2020, ridicându-se la 1,8 decese la 100.000 de persoane ocupate, sectoarele minerit și cariere și construcții fiind deosebit de predispuse la accidente mortale. Unul dintre motivele din spatele acestei creșteri ar putea fi includerea unei noi categorii în definirea unui accident de muncă – COVID-19 de origine profesională, pe care unele țări au adăugat-o deja la statisticile lor. Deși rata de incidență a crescut în 2020, numărul absolut de accidente mortale a scăzut cu 1,5% față de anul precedent. Astfel, creșterea ratei de incidență poate fi atribuită și faptului că, în timpul pandemiei din 2020, numărul de angajați a scăzut cu mai mult decât a scăzut numărul de accidente mortale. Deși a existat o scădere semnificativă după 2010, persistă o diferență notabilă de gen: în 2020, rata de incidență pentru femei a fost de doar 0,3 la 100.000 de persoane, comparativ cu 3,1 pentru bărbați. Această diferență de gen se datorează faptului că activitățile cu cele mai mari rate de incidență sunt în mare parte dominate de bărbați.
Pe lângă siguranța la locul de muncă, venitul echitabil și protecția socială sunt, de asemenea, componente importante ale muncii decente. Sărăcia este adesea asociată cu absența unei ocupații plătite, dar salariile mici pot, de asemenea, împinge unii angajați sub pragul sărăciei. Persoanele care lucrează cu fracțiune de normă sau cu contracte temporare, lucrătorii slab calificați și lucrătorii născuți în afara UE sunt afectați în special de sărăcia angajaților. În UE, ponderea așa-zișilor „angajați săraci” (cu vârsta de 18 ani și peste) a scăzut între 2016 și 2020, de la 9,8% la 8,8%. În 2021, rata persoanelor ocupate cu risc de sărăcie a rămas destul de stabilă, la 8,9% dintre persoanele ocupate. Pentru mai multe informații despre sărăcia angajaților, vezi ODD 1-„Fără sărăcie”.
În timp ce un contract pe durată determinată sau cu fracțiune de normă poate oferi o flexibilitate mai mare atât pentru angajatori, cât și pentru lucrători, nu este întotdeauna o alegere personală pentru un angajat și, prin urmare, poate influența în mod semnificativ bunăstarea acestuia. În 2022, 4,3% dintre angajații europeni cu vârsta cuprinsă între 20 și 64 de ani lucrau involuntar cu contracte temporare, ceea ce corespunde la 33,0% din toți angajații temporari. Această pondere a scăzut semnificativ în ultimii ani. Indicatorul privind tranzițiile muncii de la contractele temporare la cele permanente mai arată că ponderea acestor tranziții a crescut din 2015, ajungând la 27,1% în 2020 (pe baza unei medii pe trei ani). Similar angajării temporare involuntare, ponderea angajării involuntare cu fracțiune de normă în totalul angajării în UE a scăzut, de asemenea, de la 5,3% în 2017 la 3,6% în 2022.

## Prezentarea principalilor indicatori

### PIB real (PIB ajustat cu rata inflației)

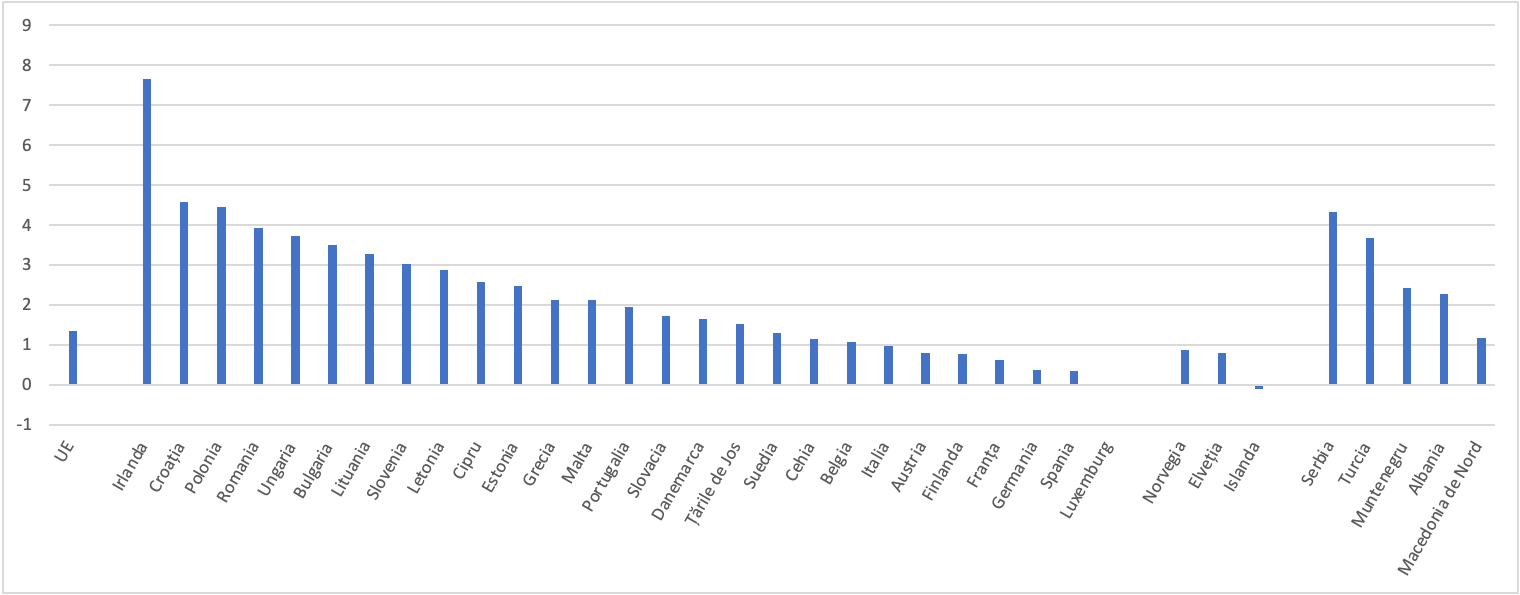
Rata medie anuală de creștere în % între 2017-2022
Sursa: Eurostat (online data code: sdg_08_10)

Produsul intern brut (PIB) este o măsură a activității economice și este adesea folosit ca indicator pentru schimbările în standardele materiale de trai ale unei țări. Se referă la valoarea producției finale totale de bunuri și servicii produse de o economie într-o anumită perioadă de timp. PIB real per locuitor este calculat ca raport dintre PIB-ul real (PIB ajustat cu rata inflației) și populația medie a aceluiași an și se bazează pe valori rotunjite.
| Loc | Țară              | 2014 | 2015 | 2016 | 2017 | 2018 | 2019  | 2020    | 2021   | 2022   |
|     |                   |      |      |      |      |      |       |         |        |        |
| --- | ----------------- | ---- | ---- | ---- | ---- | ---- | ----- | ------- | ------ | ------ |
| -   | Uniunea Europeană | 1,5  | 2,1  | 1,7  | 2,7  | 1,9  | 1,6   | -5,7    | 5,7    | 3,2    |
| 1   | Irlanda           | 8,1  | 23,3 | 0,6  | 8,1  | 7,2  | 3,9   | 5,5     | 14,2   | 7,4    |
| 2   | Croația           | 0,0  | 3,2  | 4,4  | 4,5  | 3,8  | 4,0   | -8,1    | 15,6 p | 7,6 e  |
| 3   | Polonia           | 3,9  | 4,5  | 3,0  | 5,2  | 6,0  | 4,5   | -1,9    | 7,5    | 6,1 b  |
| 4   | România           | 4,5  | 3,7  | 3,5  | 8,8  | 6,6  | 4,3   | -3,1    | 6,6 p  | 5,2 p  |
| 5   | Ungaria           | 4,5  | 4,0  | 2,5  | 4,5  | 5,5  | 4,9   | -4,3    | 7,6 p  | 4,9 p  |
| 6   | Bulgaria          | 1,5  | 4,1  | 3,8  | 3,5  | 3,4  | 4,8   | -3,4    | 8,5    | 4,2 p  |
| 7   | Lituania          | 4,4  | 3,0  | 3,8  | 5,8  | 5,0  | 4,9   | 0,0     | 5,5    | 1,0    |
| 8   | Slovenia          | 2,7  | 2,1  | 3,1  | 4,8  | 4,1  | 2,6   | -4,9    | 8,0    | 5,3    |
| 9   | Letonia           | 2,9  | 4,8  | 3,3  | 4,3  | 4,8  | 3,3   | -1,7    | 5,3    | 2,6    |
| 10  | Cipru             | -0,7 | 4,0  | 6,1  | 4,8  | 4,4  | 4,1   | -5,4    | 5,6 p  | 4,2 p  |
| 11  | Estonia           | 3,4  | 2,0  | 3,0  | 5,8  | 3,5  | 3,3   | -0,9    | 7,9    | -1,4   |
| 12  | Grecia            | 1,1  | 0,5  | -0,1 | 1,3  | 1,9  | 2,0   | -8,8 p  | 9,0 p  | 6,5 p  |
| 13  | Malta             | 5,5  | 7,0  | 1,0  | 7,8  | 2,7  | 2,7   | -10,6   | 11,1   | 4,7    |
| 14  | Portugalia        | 1,3  | 2,2  | 2,3  | 3,8  | 3,0  | 2,7   | -8,4    | 5,6 p  | 6,8 p  |
| 15  | Slovacia          | 2,6  | 5,1  | 1,8  | 2,8  | 3,9  | 2,4   | -3,5    | 5,2    | 0,6    |
| 16  | Danemarca         | 1,1  | 1,6  | 2,4  | 2,2  | 1,5  | 1,1   | -2,6    | 6,4    | 1,8    |
| 17  | Țările de Jos     | 1,1  | 1,5  | 1,7  | 2,3  | 1,8  | 1,3   | -4,4    | 5,6 p  | 3,3 p  |
| 18  | Suedia            | 1,6  | 3,4  | 0,8  | 1,2  | 0,8  | 1,0   | -2,9    | 5,5    | 2,1    |
| 19  | Cehia             | 2,1  | 5,2  | 2,3  | 4,9  | 2,9  | 2,6   | -5,8    | 3,6    | 2,4    |
| 20  | Belgia            | 1,1  | 1,5  | 0,8  | 1,2  | 1,3  | 1,7   | -5,8 p  | 5,8 p  | 2,4 p  |
| 21  | Italia            | 0,0  | 0,9  | 1,5  | 1,9  | 1,1  | 0,7   | -8,5    | 7,5    | 4,0    |
| 22  | Austria           | -0,1 | 0,0  | 0,7  | 1,6  | 1,9  | 1,1   | -6,9    | 4,2    | 3,7    |
| 23  | Finlanda          | -0,8 | 0,2  | 2,5  | 3,0  | 1,0  | 1,1   | -2,5    | 3,0    | 1,3    |
| 24  | Franța            | 0,5  | 0,7  | 0,7  | 1,9  | 1,4  | 1,4   | -7,9    | 6,1 p  | 2,1 p  |
| 25  | Germania          | 1,8  | 0,6  | 1,4  | 2,3  | 0,7  | 0,8 p | -3,9 p  | 3,1 p  | 1,1 p  |
| 26  | Spania            | 1,7  | 3,9  | 2,9  | 2,8  | 1,9  | 1,2   | -11,8 p | 5,6 p  | 4,8 p  |
| 27  | Luxemburg         | 0,2  | 0,3  | 2,3  | -0,9 | -0,7 | 0,2   | -2,3    | 3,5    | -0,7 p |

| Loc | Țară              | 2014  | 2015  | 2016  | 2017  | 2018  | 2019  | 2020   | 2021  | 2022  |
| --- | ----------------- | ----- | ----- | ----- | ----- | ----- | ----- | ------ | ----- | ----- |
| -   | Norvegia          | 0,9   | 0,8   | 0,3   | 1,7   | 0,2   | 0,4   | -1,8   | 3,3   | 2,3   |
| -   | Elveția           | 1,1   | 0,5   | 1,0   | 0,4   | 2,1   | 0,4   | -3,1   | 3,4 e | 1,2 e |
| -   | Islanda           | 0,6   | 3,4   | 4,8   | 1,8   | 2,1   | -0,4  | -8,7   | 2,7   | 3,8   |
|     |                   |       |       |       |       |       |       |        |       |       |
| -   | Serbia            | -1,1  | 2,3   | 3,9   | 2,6   | 5,1   | 4,9   | -0,2   | 8,6   | 3,2 p |
| -   | Turcia            | 3,5   | 4,7   | 1,9   | 6,1   | 1,6   | -0,6  | 1,0    | 10,3  | N/A   |
| -   | Muntenegru        | 1,7   | 3,3   | 2,9   | 4,7   | 5,1   | 4,1   | -15,2  | 13,4  | N/A   |
| -   | Albania           | 2,0 d | 2,5   | 3,5   | 3,9   | 4,3   | 2,5   | -2,9 p | N/A   | N/A   |
| -   | Macedonia de Nord | 3,5 e | 3,7 e | 2,7 e | 1,0 e | 2,8 e | 3,9 e | -4,5 e | N/A   | N/A   |

b - întrerupere în seriile temporale

e - date estimate

p - date provizorii

d - definiții diferite

Sursa: Eurostat (online data code: sdg_08_10)

### Ponderea investițiilor în Produsul Intern Brut

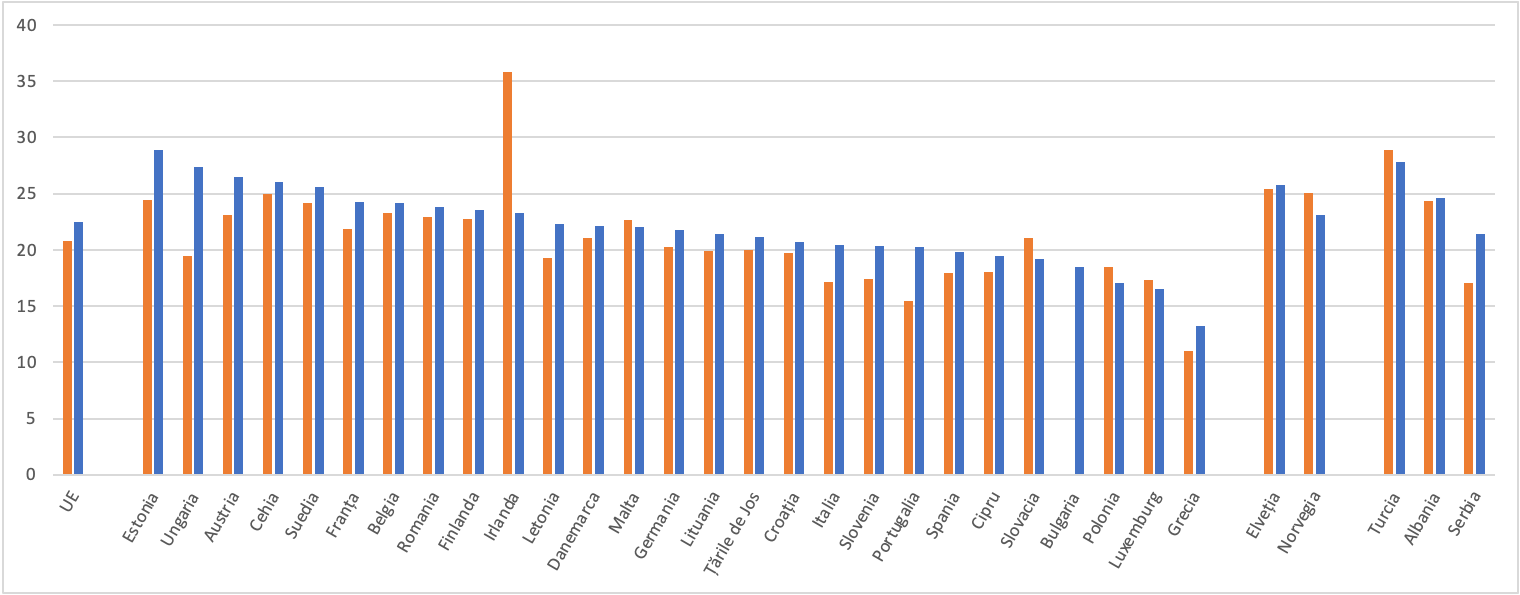
2016
2021
Sursa: Eurostat (online data code: sdg_08_11)

Ponderea investițiilor în PIB măsoară formarea brută de capital fix în întreaga economie, de stat și privată, precum și în gospodării, ca procent din PIB.
| Loc | Țară              | 2014 | 2015 | 2016 | 2017 | 2018 | 2019 | 2020 | 2021 | 2022 |
|     |                   |      |      |      |      |      |      |      |      |      |
| --- | ----------------- | ---- | ---- | ---- | ---- | ---- | ---- | ---- | ---- | ---- |
| -   | Uniunea Europeană | 20,2 | 20,6 | 20,8 | 21,1 | 21,5 | 22,6 | 22,5 | 22,4 | 23,1 |
|     |                   |      |      |      |      |      |      |      |      |      |
| 1   | Estonia           | 25,7 | 24,5 | 24,4 | 25,9 | 27,1 | 25,4 | 31,2 | 28,9 | N/A  |
| 2   | Ungaria           | 22,0 | 22,2 | 19,5 | 22,2 | 24,7 | 27,0 | 26,5 | 27,4 | N/A  |
| 3   | Austria           | 22,7 | 22,7 | 23,1 | 23,6 | 24,1 | 24,9 | 25,0 | 26,5 | N/A  |
| 4   | Cehia             | 25,4 | 26,5 | 24,9 | 24,9 | 26,3 | 27,1 | 26,6 | 26,0 | 26,8 |
| 5   | Suedia            | 23,2 | 23,8 | 24,2 | 25,1 | 25,2 | 24,4 | 25,1 | 25,6 | 27,2 |
| 6   | Franța            | 21,8 | 21,5 | 21,8 | 22,5 | 22,9 | 23,5 | 22,9 | 24,2 | N/A  |
| 7   | Belgia            | 22,8 | 23,0 | 23,3 | 23,3 | 23,6 | 24,3 | 24,2 | 24,2 | N/A  |
| 8   | România           | 24,4 | 24,8 | 23,0 | 22,4 | 21,1 | 22,6 | 23,8 | N/A  | N/A  |
| 9   | Finlanda          | 21,5 | 21,2 | 22,7 | 23,4 | 24,1 | 23,8 | 24,0 | 23,6 | 24,2 |
| 10  | Irlanda           | 20,6 | 24,1 | 35,8 | 33,2 | 28,4 | 54,3 | 42,4 | 23,3 | N/A  |
| 11  | Letonia           | 22,8 | 21,9 | 19,3 | 20,6 | 22,1 | 23,2 | 23,1 | 22,3 | N/A  |
| 12  | Danemarca         | 19,2 | 19,9 | 21,0 | 21,2 | 21,7 | 21,2 | 22,2 | 22,1 | 21,7 |
| 13  | Malta             | 16,7 | 24,2 | 22,7 | 20,6 | 20,3 | 20,5 | 20,5 | 22,1 | N/A  |
| 14  | Germania          | 20,0 | 20,0 | 20,3 | 20,4 | 21,1 | 21,4 | 21,6 | 21,8 | 22,5 |
| 15  | Lituania          | 18,9 | 19,6 | 19,9 | 20,1 | 20,9 | 21,4 | 21,3 | 21,4 | N/A  |
| 16  | Țările de Jos     | 17,6 | 22,1 | 20,0 | 20,1 | 20,4 | 21,3 | 21,7 | 21,2 | 20,9 |
| 17  | Croația           | 19,0 | 19,3 | 19,8 | 19,7 | 20,1 | 21,3 | 22,2 | 20,7 | N/A  |
| 18  | Italia            | 16,7 | 16,9 | 17,2 | 17,5 | 17,9 | 18,0 | 18,0 | 20,4 | 21,8 |
| 19  | Slovenia          | 19,1 | 18,7 | 17,4 | 18,3 | 19,3 | 19,6 | 18,9 | 20,3 | N/A  |
| 20  | Portugalia        | 15,0 | 15,5 | 15,5 | 16,8 | 17,5 | 18,1 | 19,2 | 20,3 | 20,3 |
| 21  | Spania            | 17,8 | 18,0 | 18,0 | 18,7 | 19,4 | 20,0 | 20,4 | 19,8 | N/A  |
| 22  | Cipru             | 13,3 | 12,8 | 18,0 | 20,8 | 18,8 | 19,0 | 21,3 | 19,5 | N/A  |
| 23  | Slovacia          | 20,5 | 23,7 | 21,0 | 21,1 | 20,9 | 21,5 | 19,5 | 19,2 | 20,4 |
| 24  | Bulgaria          | 21,1 | 21,0 | 18,6 | 18,5 | N/A  | N/A  | N/A  | N/A  | N/A  |
| 25  | Polonia           | 20,1 | 20,4 | 18,5 | 17,6 | 18,7 | 18,9 | 18,3 | 17,0 | N/A  |
| 26  | Luxemburg         | 19,2 | 17,3 | 17,3 | 17,8 | 16,2 | 17,4 | 16,5 | 16,6 | N/A  |
| 27  | Grecia            | 10,8 | 10,8 | 11,0 | 11,8 | 11,2 | 10,7 | 12,0 | 13,3 | N/A  |

| Loc | Țară     | 2014 | 2015 | 2016 | 2017 | 2018 | 2019 | 2020 | 2021 | 2022 |
| --- | -------- | ---- | ---- | ---- | ---- | ---- | ---- | ---- | ---- | ---- |
| -   | Elveția  | 25,3 | 25,2 | 25,4 | 26,0 | 25,6 | 25,5 | 25,7 | N/A  | N/A  |
| -   | Norvegia | 23,7 | 23,7 | 25,1 | 24,4 | 23,8 | 26,6 | 27,4 | 23,1 | N/A  |
|     |          |      |      |      |      |      |      |      |      |      |
| -   | Turcia   | 28,5 | 29,3 | 28,9 | 29,7 | 29,5 | 25,6 | 26,5 | 27,9 | N/A  |
| -   | Albania  | 24,2 | 24,4 | 24,4 | 24,6 | N/A  | N/A  | N/A  | N/A  | N/A  |
| -   | Serbia   | 16,0 | 17,0 | 17,1 | 17,7 | 20,0 | 22,5 | 21,5 | N/A  | N/A  |

Sursa: Eurostat (online data code: sdg_08_11)

### Rata de ocupare a forței de muncă

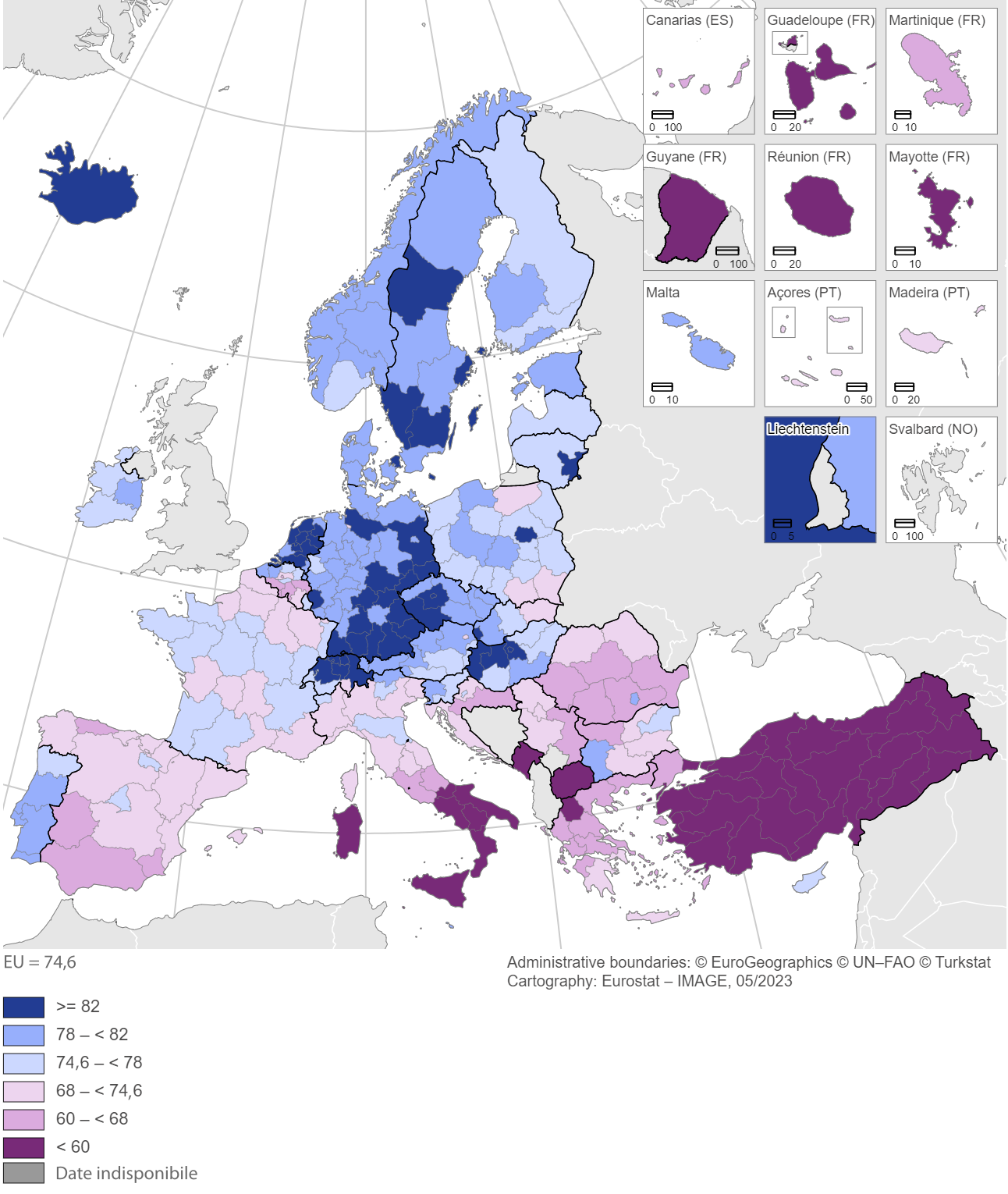
Rata de ocupare a forței de muncă, după regiunea NUTS 2, 2022
(% din populația cu vârsta cuprinsă între 20 și 64 de ani)
Sursa: Eurostat (online data code: lfst_r_lfe2emprt)

Rata de ocupare este definită ca procentul de persoane ocupate în raport cu populația totală. Datele analizate se concentrează asupra populației cu vârste cuprinse între 20 și 64 de ani. Persoanele ocupate sunt definite ca fiind toate persoanele care, în cursul unei săptămâni de referință, au lucrat cel puțin o oră pentru remunerație sau profit sau au lipsit temporar de la o astfel de muncă. Datele prezentate în această secțiune provin din Ancheta UE privind forța de muncă (EU-LFS).
| Loc | Țară              | 2014 | 2015   | 2016   | 2017   | 2018   | 2019 | 2020   | 2021   | 2022   |
|     |                   |      |        |        |        |        |      |        |        |        |
| --- | ----------------- | ---- | ------ | ------ | ------ | ------ | ---- | ------ | ------ | ------ |
| -   | Uniunea Europeană | 67,5 | 68,5   | 69,6   | 70,9   | 71,9   | 72,7 | 71,7   | 73,1   | 74,6   |
| 1   | Țările de Jos     | 76,3 | 77,2   | 77,9   | 78,9   | 80,0   | 81,0 | 80,8   | 81,7   | 82,9   |
| 2   | Suedia            | 79,4 | 79,9   | 80,6   | 81,2   | 81,8 b | 81,5 | 80,1   | 80,7   | 82,2   |
| 3   | Estonia           | 75,0 | 76,7   | 77,0   | 79,2   | 79,7   | 80,5 | 79,1   | 79,3   | 81,9   |
| 4   | Cehia             | 73,5 | 74,8   | 76,7   | 78,5   | 79,9   | 80,3 | 79,7   | 80,0   | 81,3   |
| 5   | Malta             | 67,9 | 69,0   | 71,1   | 73,0   | 75,5   | 76,8 | 77,3   | 79,1   | 81,1   |
| 6   | Germania          | 76,7 | 76,9   | 77,6   | 78,2   | 78,9   | 79,6 | 78,2 b | 79,4   | 80,7   |
| 7   | Ungaria           | 68,7 | 70,9   | 73,7   | 75,4   | 76,7   | 77,6 | 77,5   | 78,8   | 80,2   |
| 8   | Danemarca         | 74,7 | 75,4   | 76,0 b | 76,6 b | 77,5   | 78,3 | 77,8   | 79,1   | 80,1   |
| 9   | Lituania          | 71,8 | 73,3   | 75,2   | 76,0   | 77,8   | 78,2 | 76,7   | 77,4   | 79,0   |
| 10  | Finlanda          | 72,2 | 71,8   | 72,4   | 73,2   | 75,3   | 76,2 | 75,5   | 76,8   | 78,4   |
| 11  | Irlanda           | 68,1 | 69,8   | 71,3   | 72,9   | 74,0   | 75,0 | 72,1   | 74,9   | 78,2   |
| 12  | Cipru             | 67,6 | 67,9   | 68,7   | 70,8   | 73,9   | 75,7 | 74,9   | 75,9   | 77,9   |
| 13  | Slovenia          | 67,3 | 68,6   | 69,5   | 72,9   | 74,9   | 75,9 | 74,8   | 76,1   | 77,9   |
| 14  | Portugalia        | 66,1 | 67,9   | 69,5   | 72,5   | 74,7   | 75,5 | 74,2   | 75,9   | 77,5   |
| 15  | Austria           | 74,2 | 74,3   | 74,8   | 75,4   | 76,2   | 76,8 | 74,8   | 75,6   | 77,3   |
| 16  | Letonia           | 70,6 | 72,5   | 73,0   | 74,6   | 76,8   | 77,3 | 76,9   | 75,3   | 77,0   |
| 17  | Polonia           | 64,9 | 66,3   | 68,2   | 70,0   | 71,4   | 72,3 | 72,7   | 75,4   | 76,7   |
| 18  | Slovacia          | 67,8 | 69,6   | 71,8   | 73,2   | 74,5   | 75,6 | 74,6   | 74,6   | 76,7   |
| 19  | Bulgaria          | 64,4 | 66,5   | 67,0   | 70,6   | 71,7   | 74,3 | 72,7   | 73,2   | 75,7   |
| 20  | Luxemburg         | 72,1 | 70,9 b | 70,7   | 71,5   | 72,1   | 72,8 | 72,1   | 74,1   | 74,8   |
| 21  | Franța            | 70,0 | 70,3   | 70,7   | 71,3   | 72,0   | 72,3 | 72,1   | 73,2 d | 74,0 d |
| 22  | Belgia            | 67,3 | 67,2   | 67,7   | 68,5 b | 69,7   | 70,5 | 69,7   | 70,6   | 71,9   |
| 23  | Croația           | 59,2 | 60,6   | 61,4   | 63,6   | 65,2   | 66,7 | 66,9   | 68,2   | 69,7   |
| 24  | Spania            | 59,9 | 62,0   | 63,9   | 65,5   | 67,0   | 68,0 | 65,7   | 67,7 d | 69,5 d |
| 25  | România           | 58,0 | 59,2   | 60,3   | 62,7   | 63,9   | 65,1 | 65,2   | 67,1   | 68,5   |
| 26  | Grecia            | 53,1 | 54,8   | 55,9   | 57,4   | 59,0   | 60,8 | 58,3   | 62,6   | 66,3   |
| 27  | Italia            | 59,5 | 60,2   | 61,4   | 62,3   | 63,0   | 63,5 | 61,9   | 62,7   | 64,8   |

| Loc | Țară              | 2014   | 2015 | 2016 | 2017 | 2018 | 2019 | 2020   | 2021 | 2022 |
| --- | ----------------- | ------ | ---- | ---- | ---- | ---- | ---- | ------ | ---- | ---- |
| -   | Islanda           | 84,9   | 86,5 | 87,8 | 87,6 | 86,5 | 85,9 | 82,3 b | 81,4 | 84,8 |
| -   | Elveția           | 81,1   | 81,7 | 82,0 | 82,1 | 82,5 | 82,9 | 82,5   | 81,8 | 81,9 |
| -   | Norvegia          | 80,1   | 79,7 | 79,4 | 79,2 | 80,0 | 80,2 | 79,7   | 80,0 | 80,9 |
|     |                   |        |      |      |      |      |      |        |      |      |
| -   | Serbia            | 53,5   | 54,7 | 57,6 | 60,0 | 61,6 | 63,6 | 64,3   | 66,7 | 69,3 |
| -   | Macedonia de Nord | 51,3   | 51,9 | 53,3 | 54,8 | 56,1 | 59,2 | 59,1   | N/A  | N/A  |
| -   | Muntenegru        | 55,6   | 56,7 | 57,1 | 58,2 | 59,8 | 60,8 | 55,2   | N/A  | N/A  |
| -   | Turcia            | 53,2 b | 53,9 | 54,4 | 55,3 | 55,6 | 53,8 | 51,0   | N/A  | N/A  |

b - întrerupere în seriile temporale

d - definiții diferite

Sursa: Eurostat (online data code: sdg_08_30)

### Rata șomajului pe termen lung

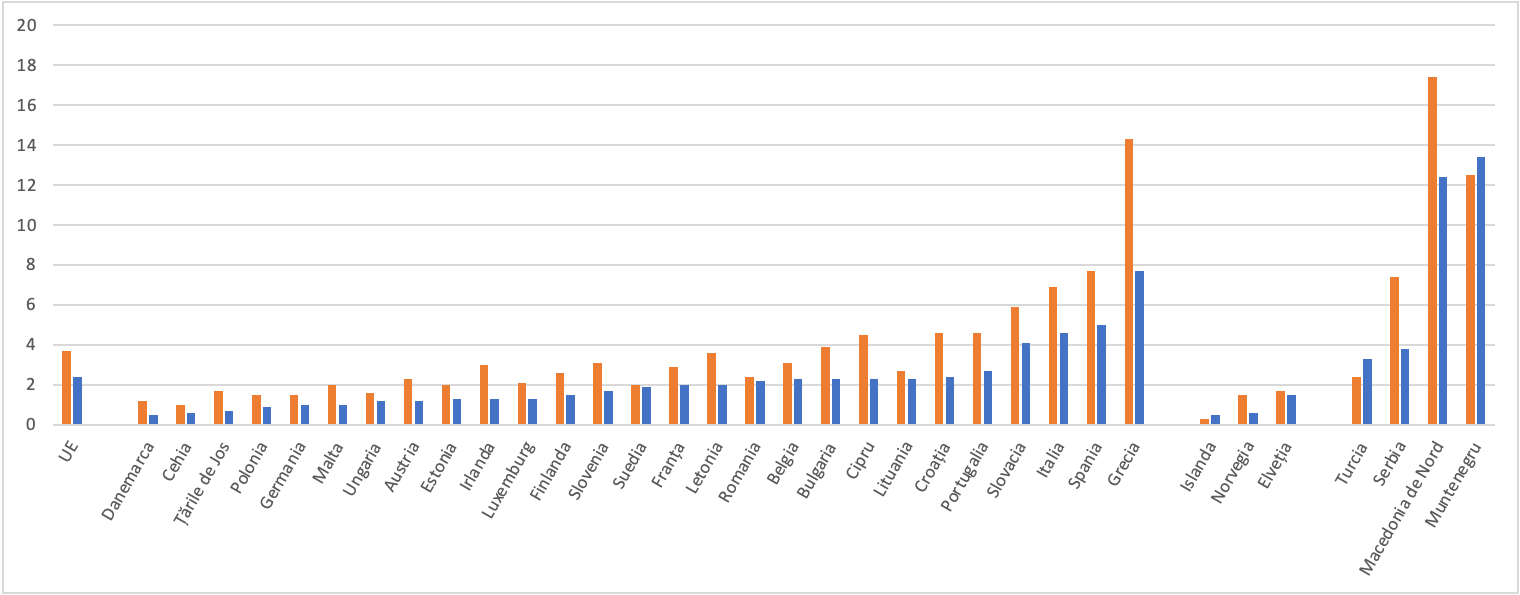
2017
2022
Sursa: Eurostat (online data code: sdg_08_40)

Șomajul de lungă durată este măsurat ca procent din populația din forța de muncă (care include atât persoane angajate, cât și șomeri) cu vârsta cuprinsă între 15 și 74 de ani, care au fost șomeri de 12 luni sau mai mult. Șomajul de lungă durată crește riscul ca o persoană să renunțe definitiv la căutarea unui loc de muncă și să cadă în sărăcie și are implicații negative pentru societate în ansamblu. Oamenii din UE care sunt șomeri pe termen lung au aproximativ jumătate din șansele de a găsi un loc de muncă față de cei care sunt șomeri pe termen scurt . Datele prezentate provin din Ancheta UE privind forța de muncă (EU-LFS).
| Loc | Țară              | 2014 | 2015  | 2016  | 2017  | 2018  | 2019 | 2020  | 2021  | 2022  |
|     |                   |      |       |       |       |       |      |       |       |       |
| --- | ----------------- | ---- | ----- | ----- | ----- | ----- | ---- | ----- | ----- | ----- |
| -   | Uniunea Europeană | 5,4  | 4,9   | 4,3   | 3,7   | 3,1   | 2,7  | 2,5   | 2,8   | 2,4   |
| 1   | Danemarca         | 1,7  | 1,6   | 1,2 b | 1,2 b | 1,0   | 0,8  | 0,9   | 1,0   | 0,5   |
| 2   | Cehia             | 2,7  | 2,4   | 1,7   | 1,0   | 0,7   | 0,6  | 0,6   | 0,8   | 0,6   |
| 3   | Țările de Jos     | 2,7  | 2,7   | 2,3   | 1,7   | 1,2   | 0,9  | 0,7   | 0,8   | 0,7   |
| 4   | Polonia           | 3,9  | 3,0   | 2,2   | 1,5   | 1,0   | 0,7  | 0,6   | 0,9   | 0,9   |
| 5   | Germania          | 2,2  | 2,0   | 1,7   | 1,5   | 1,4   | 1,2  | 1,1 b | 1,2   | 1,0   |
| 6   | Malta             | 2,9  | 2,7   | 2,4   | 2,0   | 1,8   | 0,9  | 1,1   | 0,9   | 1,0   |
| 7   | Ungaria           | 3,6  | 3,0   | 2,3   | 1,6   | 1,4   | 1,1  | 1,1   | 1,3   | 1,2   |
| 8   | Austria           | 1,9  | 2,0   | 2,4   | 2,3   | 1,7   | 1,4  | 1,7   | 2,0   | 1,2   |
| 9   | Estonia           | 3,3  | 2,4   | 2,2   | 2,0   | 1,3   | 0,9  | 1,2   | 1,6   | 1,3   |
| 10  | Irlanda           | 6,6  | 5,3   | 4,2   | 3,0   | 2,1   | 1,6  | 1,4   | 1,8   | 1,3   |
| 11  | Luxemburg         | 1,6  | 1,9 b | 2,2   | 2,1   | 1,4   | 1,3  | 1,7   | 1,8   | 1,3   |
| 12  | Finlanda          | 2,4  | 2,9   | 2,9   | 2,6   | 2,0   | 1,5  | 1,5   | 1,8   | 1,5   |
| 13  | Slovenia          | 5,3  | 4,7   | 4,3   | 3,1   | 2,2   | 1,9  | 1,9   | 1,9   | 1,7   |
| 14  | Suedia            | 2,3  | 2,3   | 2,0   | 2,0   | 1,7 b | 1,5  | 1,8   | 2,0   | 1,9   |
| 15  | Franța            | 3,1  | 3,1   | 3,1   | 2,9   | 2,5   | 2,3  | 1,9   | 2,3 d | 2,0 d |
| 16  | Letonia           | 5,1  | 4,9   | 4,4   | 3,6   | 3,4   | 2,7  | 2,4   | 2,3   | 2,0   |
| 17  | România           | 3,4  | 3,6   | 3,4   | 2,4   | 2,2   | 2,0  | 1,8   | 2,0   | 2,2   |
| 18  | Belgia            | 3,9  | 4,0   | 3,7   | 3,1 b | 2,6   | 2,1  | 2,1   | 2,6   | 2,3   |
| 19  | Bulgaria          | 7,4  | 6,1   | 5,0   | 3,9   | 3,6   | 2,9  | 2,7   | 2,6   | 2,3   |
| 20  | Cipru             | 7,7  | 6,8   | 5,8   | 4,5   | 2,7   | 2,1  | 2,1   | 2,6   | 2,3   |
| 21  | Lituania          | 4,8  | 3,9   | 3,0   | 2,7   | 2,0   | 1,9  | 2,5   | 2,6   | 2,3   |
| 22  | Croația           | 10,1 | 10,2  | 6,6   | 4,6   | 3,4   | 2,4  | 2,1   | 2,8   | 2,4   |
| 23  | Portugalia        | 8,7  | 7,5   | 6,4   | 4,6   | 3,2   | 2,8  | 2,3   | 2,9   | 2,7   |
| 24  | Slovacia          | 10,7 | 8,8   | 6,8   | 5,9   | 4,7   | 3,9  | 3,7   | 3,9   | 4,1   |
| 25  | Italia            | 8,2  | 7,4   | 7,1   | 6,9   | 6,5   | 5,9  | 5,1   | 5,4   | 4,6   |
| 26  | Spania            | 12,9 | 11,4  | 9,5   | 7,7   | 6,4   | 5,3  | 5,0   | 6,2 d | 5,0 d |
| 27  | Grecia            | 17,5 | 16,4  | 15,4  | 14,3  | 12,5  | 11,3 | 10,5  | 9,2   | 7,7   |

| Loc | Țară              | 2014  | 2015 | 2016  | 2017 | 2018 | 2019  | 2020  | 2021 | 2022 |
| --- | ----------------- | ----- | ---- | ----- | ---- | ---- | ----- | ----- | ---- | ---- |
| -   | Islanda           | 0,6   | 0,5  | N/A u | 0,3  | 0,3  | N/A u | 0,5 b | 1,1  | 0,5  |
| -   | Norvegia          | 1,1   | 1,3  | 1,6   | 1,5  | 1,3  | 1,1   | 1,2   | 1,0  | 0,6  |
| -   | Elveția           | 1,7   | 1,8  | 1,8   | 1,7  | 1,7  | 1,5   | 1,5   | 1,9  | 1,5  |
|     |                   |       |      |       |      |      |       |       |      |      |
| -   | Turcia            | 2,0 b | 2,2  | 2,2   | 2,4  | 2,4  | 3,2   | 3,3   | N/A  | N/A  |
| -   | Serbia            | 12,8  | 11,0 | 9,5   | 7,4  | 6,7  | 5,5   | 4,5   | 4,9  | 3,8  |
| -   | Macedonia de Nord | 23,3  | 21,3 | 19,1  | 17,4 | 15,5 | 12,4  | 12,4  | N/A  | N/A  |
| -   | Muntenegru        | 14,0  | 13,5 | 13,4  | 12,5 | 11,4 | 12,0  | 13,4  | N/A  | N/A  |

b - întrerupere în seriile temporale

d - definiții diferite

u - date cu acuratețe redusă

Sursa: Eurostat (online data code: sdg_08_40)

### Tineri care nu lucrează, nici nu urmează cursuri de educație sau formare

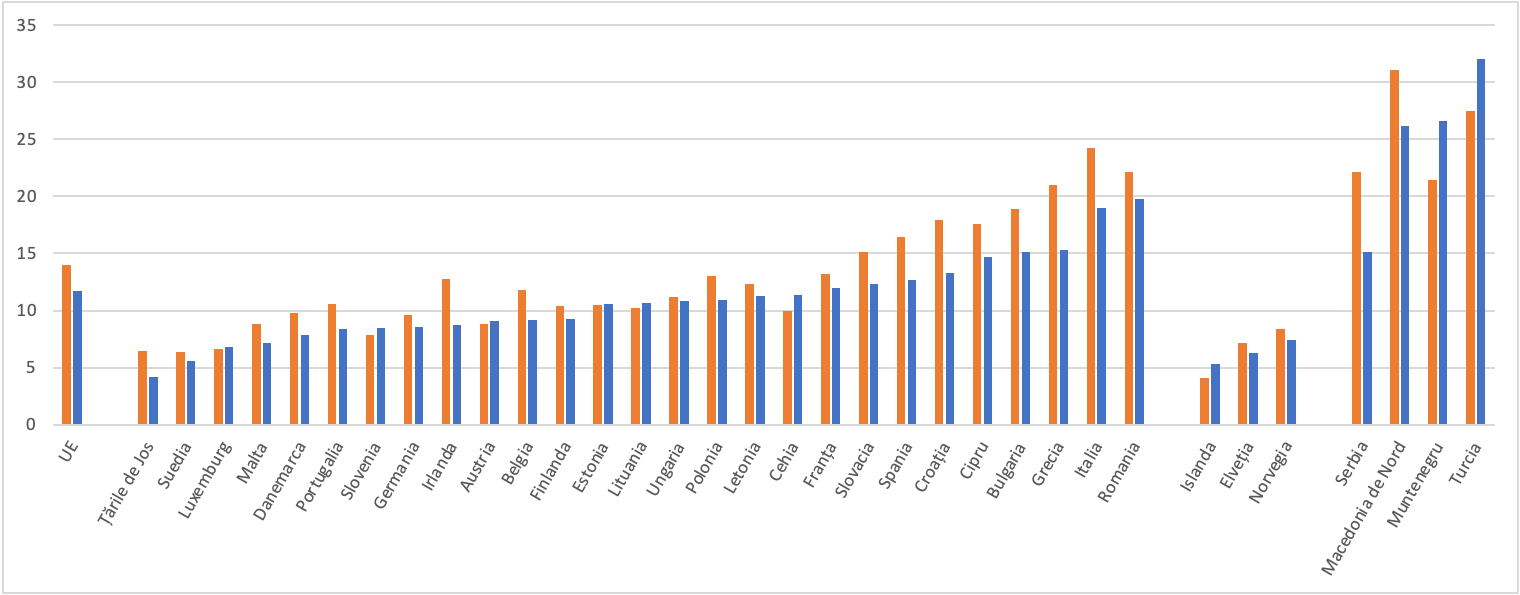
2017
2022
Sursa: Eurostat (online data code: sdg_08_20)

O proporție considerabilă a tinerilor cu vârsta cuprinsă între 15 și 29 de ani din UE nu sunt angajați. Pentru unii, acest lucru se datorează faptului că își continuă studiile. Totuși, alții s-au retras de la educație și formare. Aceste cazuri sunt surprinse de statisticile privind tinerii care nu sunt nici angajați (adică sunt în afara forței de muncă sau șomeri), nici nu urmează cursuri de educație sau formare. Datele prezentate provin din Ancheta UE privind forța de muncă (EU-LFS).
| Loc | Țară              | 2014 | 2015  | 2016  | 2017   | 2018  | 2019 | 2020  | 2021   | 2022   |
|     |                   |      |       |       |        |       |      |       |        |        |
| --- | ----------------- | ---- | ----- | ----- | ------ | ----- | ---- | ----- | ------ | ------ |
| -   | Uniunea Europeană | 16,0 | 15,5  | 14,8  | 14,0   | 13,3  | 12,8 | 13,9  | 13,1   | 11,7   |
| 1   | Țările de Jos     | 8,2  | 7,3   | 6,9   | 6,5    | 6,3   | 6,3  | 6,3   | 3,9    | 4,2    |
| 2   | Suedia            | 7,4  | 7,0   | 6,7   | 6,4    | 6,5 b | 5,9  | 6,9   | 6,0    | 5,6    |
| 3   | Luxemburg         | 6,5  | 7,6 b | 6,8   | 6,6    | 7,5   | 6,5  | 7,7   | 8,8    | 6,8    |
| 4   | Malta             | 11,6 | 11,8  | 9,4   | 8,8    | 7,3   | 7,9  | 9,5   | 9,5    | 7,2    |
| 5   | Danemarca         | 8,0  | 8,5   | 8,4 b | 9,8 b  | 9,6   | 9,6  | 10,2  | 8,3    | 7,9    |
| 6   | Portugalia        | 14,6 | 13,2  | 12,8  | 10,6   | 9,6   | 9,2  | 11,0  | 9,5    | 8,4    |
| 7   | Slovenia          | 11,0 | 10,5  | 9,3   | 7,9    | 7,5   | 7,5  | 7,9   | 7,3    | 8,5    |
| 8   | Germania          | 9,8  | 9,6   | 10,0  | 9,6    | 9,0   | 8,6  | 9,6 b | 9,5    | 8,6    |
| 9   | Irlanda           | 17,8 | 16,5  | 14,5  | 12,8   | 11,6  | 11,4 | 14,1  | 9,8    | 8,7    |
| 10  | Austria           | 9,7  | 9,0   | 9,3   | 8,8    | 8,8   | 8,6  | 9,9   | 9,4    | 9,1    |
| 11  | Belgia            | 13,3 | 13,6  | 12,2  | 11,8 b | 11,4  | 11,2 | 11,3  | 10,1 b | 9,2    |
| 12  | Finlanda          | 11,2 | 11,8  | 11,2  | 10,4   | 9,6   | 9,1  | 9,8   | 9,2    | 9,3    |
| 13  | Estonia           | 13,2 | 12,4  | 13,3  | 10,5   | 11,5  | 9,7  | 11,1  | 11,2   | 10,6   |
| 14  | Lituania          | 12,9 | 11,8  | 10,7  | 10,2   | 9,3   | 10,9 | 13,0  | 12,7   | 10,7   |
| 15  | Ungaria           | 14,7 | 13,1  | 12,0  | 11,2   | 10,6  | 11,0 | 12,3  | 11,7   | 10,8   |
| 16  | Polonia           | 15,7 | 14,9  | 14,0  | 13,0   | 12,2  | 12,0 | 13,1  | 13,4   | 10,9   |
| 17  | Letonia           | 15,2 | 13,8  | 13,3  | 12,3   | 11,6  | 10,2 | 11,9  | 12,1   | 11,3   |
| 18  | Cehia             | 12,1 | 11,8  | 11,1  | 10,0   | 9,5   | 9,8  | 11,0  | 10,9   | 11,4   |
| 19  | Franța            | 13,4 | 13,9  | 13,6  | 13,2   | 12,9  | 12,4 | 13,4  | 12,8 d | 12,0 d |
| 20  | Slovacia          | 17,5 | 16,4  | 15,1  | 15,1   | 13,8  | 13,7 | 14,4  | 14,2   | 12,3   |
| 21  | Spania            | 20,7 | 19,4  | 18,1  | 16,4   | 15,3  | 14,9 | 17,3  | 14,1 d | 12,7 d |
| 22  | Croația           | 21,8 | 19,9  | 19,5  | 17,9   | 15,6  | 14,2 | 14,6  | 14,9   | 13,3   |
| 23  | Cipru             | 19,5 | 18,5  | 18,0  | 17,6   | 14,9  | 14,1 | 15,3  | 15,4   | 14,7   |
| 24  | Bulgaria          | 24,0 | 22,2  | 22,4  | 18,9   | 18,2  | 16,7 | 18,2  | 17,6   | 15,1   |
| 25  | Grecia            | 26,3 | 23,8  | 21,9  | 21,0   | 19,2  | 17,5 | 18,5  | 17,2   | 15,3   |
| 26  | Italia            | 26,3 | 25,8  | 24,4  | 24,2   | 23,5  | 22,3 | 23,5  | 23,1   | 19,0   |
| 27  | România           | 24,8 | 25,8  | 24,3  | 22,1   | 21,3  | 20,9 | 20,6  | 20,3   | 19,8   |

| Loc | Țară              | 2014   | 2015 | 2016 | 2017 | 2018 | 2019 | 2020  | 2021 | 2022 |
| --- | ----------------- | ------ | ---- | ---- | ---- | ---- | ---- | ----- | ---- | ---- |
| -   | Islanda           | 6,9    | 5,3  | 4,6  | 4,1  | 5,4  | 5,7  | 7,0 b | 7,2  | 5,3  |
| -   | Elveția           | 7,7    | 7,3  | 7,5  | 7,2  | 6,6  | 6,2  | 6,3   | N/A  | N/A  |
| -   | Norvegia          | 8,4    | 8,3  | 8,4  | 7,7  | 7,6  | 7,5  | 7,8   | 7,4  | 6,8  |
|     |                   |        |      |      |      |      |      |       |      |      |
| -   | Serbia            | 26,0   | 25,1 | 22,8 | 22,1 | 20,4 | 19,3 | 20,3  | 18,8 | 15,1 |
| -   | Macedonia de Nord | 31,9   | 32,5 | 31,3 | 31,1 | 29,8 | 24,5 | 26,2  | N/A  | N/A  |
| -   | Muntenegru        | 22,5   | 23,4 | 22,3 | 21,4 | 21,0 | 21,3 | 26,6  | N/A  | N/A  |
| -   | Turcia            | 28,4 b | 27,9 | 27,8 | 27,5 | 27,6 | 29,5 | 32,0  | N/A  | N/A  |

b - întrerupere în seriile temporale

d - definiții diferite

Sursa: Eurostat (online data code: sdg_08_20)

### Accidente mortale la locul de muncă

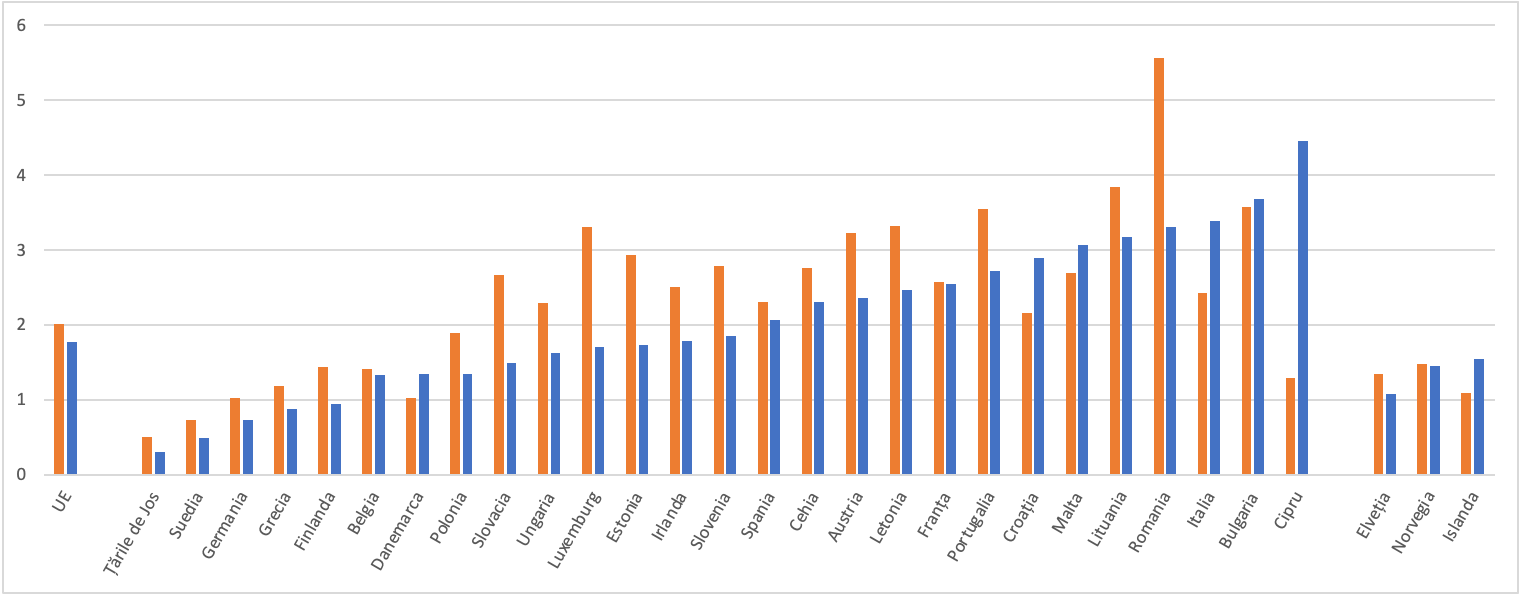
2015
2020
Sursa: Eurostat (online data code: sdg_08_60)

Accidentele mortale la locul de muncă sunt cele care au loc pe perioada angajării în muncă și care duc la decesul victimei în termen de un an, excluzând accidentele care au loc în timpul deplasării între locuință și locul de muncă. Rata de incidență se referă la numărul de accidente la 100.000 de persoane ocupate. Datele prezentate în această secțiune sunt colectate în cadrul colectării de date administrative „Statistici europene privind accidentele de muncă (ESAW)”. Ca excepție, accidentele rutiere mortale la locul de muncă nu sunt incluse în datele din Țările de Jos.
| Loc | Țară              | 2014 | 2015 | 2016  | 2017 | 2018 | 2019  | 2020 | 2021  | 2022  |
|     |                   |      |      |       |      |      |       |      |       |       |
| --- | ----------------- | ---- | ---- | ----- | ---- | ---- | ----- | ---- | ----- | ----- |
| -   | Uniunea Europeană | 2,1  | 1,9  | 2,0   | 2,0  | 1,8  | 1,8   | 1,8  | 1,7   | 1,8 b |
| 1   | Țările de Jos     | 0,5  | 0,6  | 0,6 b | 0,5  | 0,5  | 0,6   | 0,6  | 0,5   | 0,3 b |
| 2   | Suedia            | 1,0  | 0,8  | 0,9   | 0,7  | 0,8  | 0,9   | 1,0  | 0,7   | 0,5 b |
| 3   | Germania          | 1,2  | 1,0  | 1,2   | 1,0  | 1,0  | 0,9   | 0,8  | 0,8   | 0,7 b |
| 4   | Grecia            | 0,7  | 0,6  | 0,8 b | 1,2  | 1,3  | 1,2   | 1,0  | 0,9   | 0,9 b |
| 5   | Finlanda          | 1,5  | 0,9  | 1,4   | 1,4  | 1,4  | 0,9   | 1,0  | 1,1   | 1,0 b |
| 6   | Belgia            | 1,8  | 2,5  | 1,5 b | 1,4  | 1,8  | 1,7   | 1,9  | 1,3   | 1,3 b |
| 7   | Danemarca         | 1,8  | 1,5  | 1,4   | 1,0  | 1,2  | 0,9   | 1,3  | 1,4   | 1,3 b |
| 8   | Polonia           | 2,3  | 1,8  | 1,8   | 1,9  | 1,5  | 2,0   | 1,6  | 1,1   | 1,4 b |
| 9   | Slovacia          | 2,2  | 2,4  | 1,7   | 2,7  | 2,1  | 2,0   | 1,8  | 1,5   | 1,5 b |
| 10  | Ungaria           | 1,7  | 1,4  | 2,2   | 2,3  | 2,1  | 2,0   | 2,0  | 2,1   | 1,6 b |
| 11  | Luxemburg         | 3,4  | 1,6  | 4,0   | 3,3  | 6,3  | 2,7   | 4,2  | 3,1   | 1,7 b |
| 12  | Estonia           | 2,2  | 3,2  | 2,6   | 2,9  | 4,5  | 1,2   | 1,8  | 2,5   | 1,7 b |
| 13  | Irlanda           | 2,3  | 2,1  | 2,5   | 2,5  | 2,2  | 1,9   | 1,5  | 1,8   | 1,8 b |
| 14  | Slovenia          | 2,6  | 2,4  | 3,1   | 2,8  | 1,7  | 1,9   | 1,7  | 1,6   | 1,9 b |
| 15  | Spania            | 2,2  | 1,9  | 1,9   | 2,3  | 1,9  | 2,0   | 2,0  | 1,8 b | 2,1 b |
| 16  | Cehia             | 2,4  | 2,3  | 2,4   | 2,8  | 2,1  | 1,8   | 2,6  | 2,0   | 2,3 b |
| 17  | Austria           | 3,4  | 3,4  | 3,1   | 3,2  | 2,9  | 2,5   | 2,9  | 2,5   | 2,4 b |
| 18  | Letonia           | 4,1  | 3,6  | 4,5   | 3,3  | 4,2  | 2,3   | 3,3  | 2,8   | 2,5 b |
| 19  | Franța            | 2,5  | 2,4  | 2,7 b | 2,6  | 2,7  | 2,6 b | 2,7  | 3,5   | 2,5 b |
| 20  | Portugalia        | 4,8  | 3,6  | 3,6   | 3,5  | 3,0  | 2,9   | 2,1  | 2,1   | 2,7 b |
| 21  | Croația           | 3,9  | 2,1  | 1,9   | 2,2  | 2,4  | 2,6   | 3,0  | 3,0   | 2,9 b |
| 22  | Malta             | 4,6  | 2,3  | 2,2   | 2,7  | 3,7  | 0,5   | 1,7  | 1,2   | 3,1 b |
| 23  | Lituania          | 5,0  | 4,5  | 4,7   | 3,8  | 3,7  | 2,8   | 3,1  | 3,0   | 3,2 b |
| 24  | România           | 5,8  | 5,6  | 5,5   | 5,6  | 4,5  | 4,5   | 4,3  | 3,0   | 3,3 b |
| 25  | Italia            | 2,6  | 2,3  | 2,3   | 2,4  | 2,1  | 2,1   | 2,3  | 2,1   | 3,4 b |
| 26  | Bulgaria          | 3,8  | 3,4  | 4,5   | 3,6  | 3,0  | 3,4   | 3,1  | 3,4   | 3,7 b |
| 27  | Cipru             | 2,7  | 2,5  | 1,7   | 1,3  | 1,4  | 0,5   | 2,3  | 2,5   | 4,5 b |

| Loc | Țară     | 2014 | 2015 | 2016 | 2017 | 2018 | 2019 | 2020 | 2021 | 2022  |
| --- | -------- | ---- | ---- | ---- | ---- | ---- | ---- | ---- | ---- | ----- |
| -   | Elveția  | 1,7  | 2,0  | 1,9  | 1,3  | 2,0  | 0,9  | 1,2  | 1,4  | 1,1 b |
| -   | Norvegia | 1,4  | 1,9  | 1,7  | 1,5  | 1,7  | 1,6  | 1,3  | 1,1  | 1,5 b |
| -   | Islanda  | 0,0  | 0,0  | 1,1  | 1,1  | 2,1  | 1,0  | 1,5  | 1,0  | 1,5 b |

b - întrerupere în seriile temporale

Sursa: Eurostat (online data code: sdg_08_60)